# Kozárovice (Zálezlice)
Kozárovice (německy Kosarowitz) jsou malá vesnice, část obce Zálezlice v okrese Mělník ve Středočeském kraji. Nachází se asi jeden kilometr severozápadně od Zálezlic. Leží na pravém břehu Vltavy. Je zde evidováno 37 adres. Trvale zde žije 94 obyvatel.
Kozárovice leží v katastrálním území Zálezlice o výměře 7,61 km².

## Historie
První písemná zmínka o vesnici pochází z roku 1337.

## Obyvatelstvo
| Rok            | 1869 | 1880 | 1890 | 1900 | 1910 | 1921 | 1930 | 1950 | 1961 | 1970 | 1980 | 1991 | 2001 | 2011 | 2021 |
| -------------- | ---- | ---- | ---- | ---- | ---- | ---- | ---- | ---- | ---- | ---- | ---- | ---- | ---- | ---- | ---- |
| Počet obyvatel | 269  | 260  | 249  | 238  | 205  | 238  | 177  | 118  | 77   | 103  | 101  | 98   | 94   | 89   | 89   |
| Počet domů     | 33   | 38   | 37   | 37   | 37   | 37   | 39   | 41   | 41   | 33   | 29   | 34   | 36   | 30   | 30   |

## Další fotografie

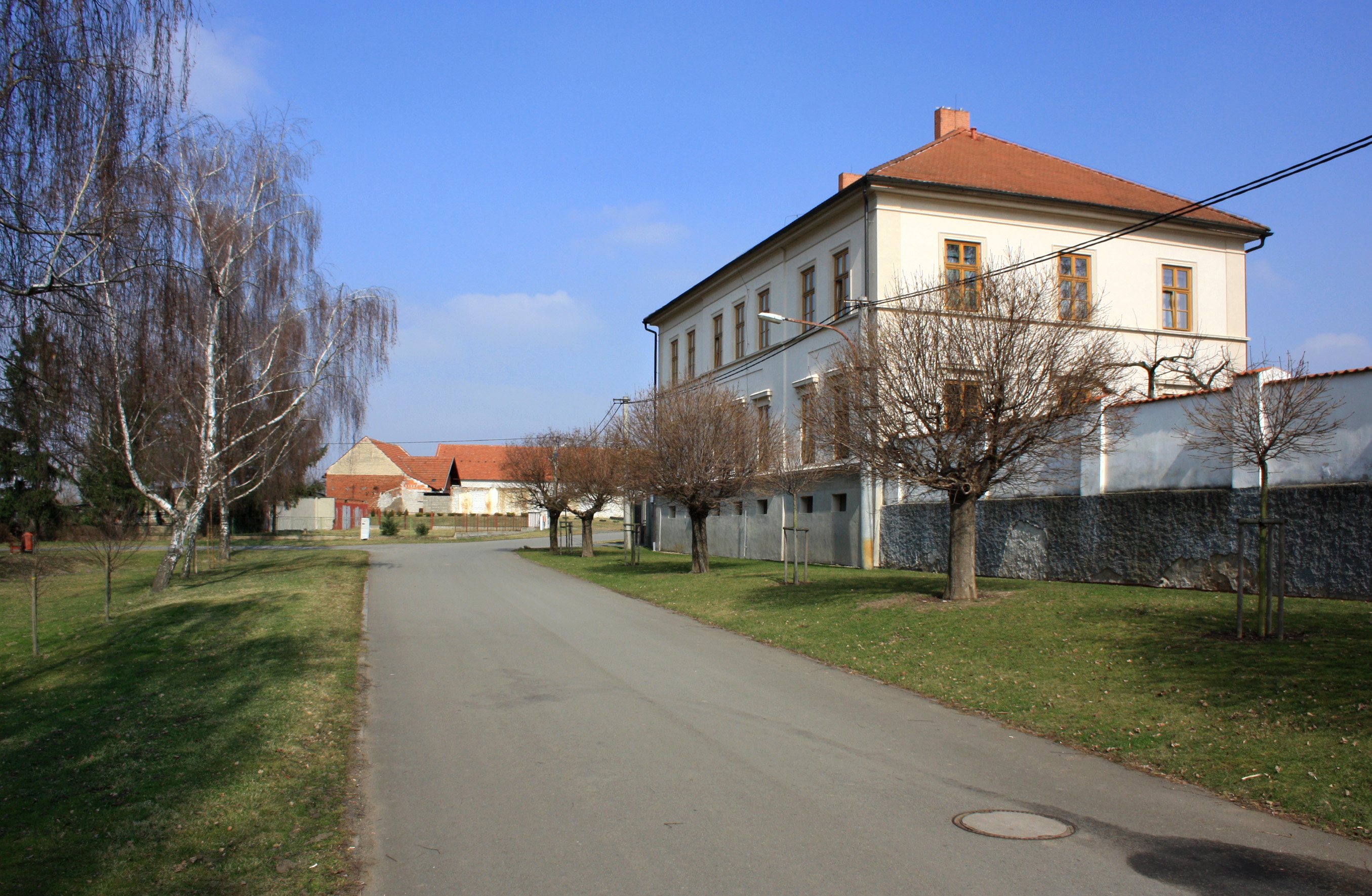
Bývalá škola
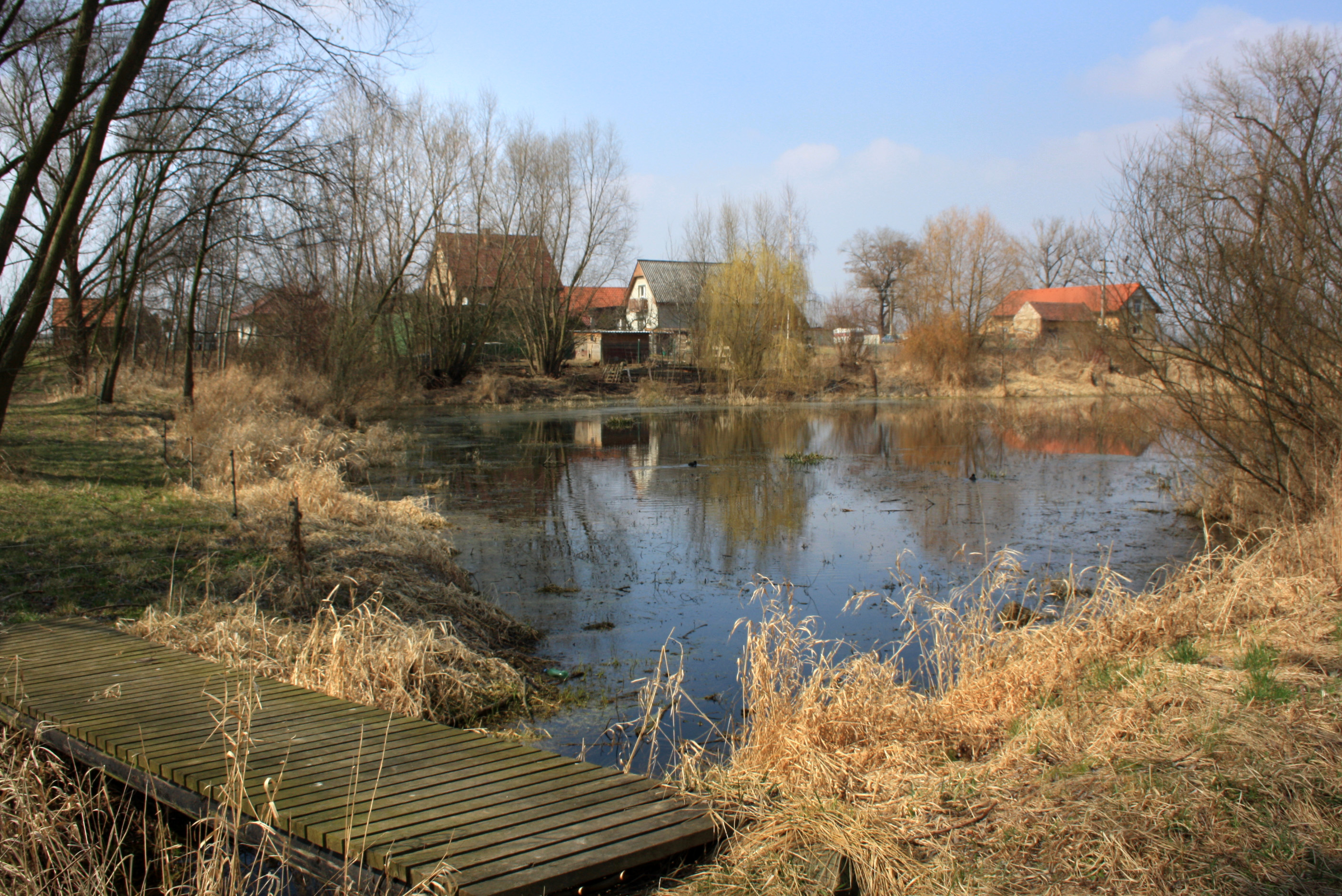
Slepé rameno Vltavy